# Qi Baishi
Qí Báishí (en xinès simplificat: 齐白石; en xinès tradicional: 齊白石; en pinyin: Qí Báishí) és el nom artístic de Qi Chunzhi també conegut amb el pseudònims Qí Huáng (齐璜/齊璜) i Qí Wèiqīng (齐渭清/齊渭清); va néixer el dia 1 de gener de 1864 a Xiangtan (província de Hunan) i va morir el 16 de setembre de 1957 a Pequín. A diferència d'altres pintors cèlebres del període imperial, la seva formació era autodidacta i les seves obres es fonamentaven en la pintura lletrada tradicional però influïda per la seva joventut al camp. D'origen humil, nascut en una família de camperols, la seva salut era molt delicada per la qual cosa, als 14 anys, va començar a treballar de fuster. Va ser en el seu medi familiar on va començar la seva activitat com a pintor de retrats i escenes. Cap als 40 anys va viatjar per Xina. El 1917 va residir a Pequín on es va fer famós. El 1953 fou nomenat president de l'Assemblea de Pintors Xinesos. També va ser diputat de l'Assemblea Popular. El Consell Mundial de la Pau li va concedir el Premi Internacional de la Pau.
L'estil de Qi Baishi és el tradicional però amb característiques pròpies: els seus traços ràpids i ràpids, essent els seus temes els paisatges i escenes del camp i amb una especial dedicació als animalons (com crustacis, capgrossos, ocells, ratolins, insectes...) i planters diverses (plataners, flors com pònies, lotus, etc.). En canvi les figures humanes solen ser només en forma d'esbós. Entre retrats, aquarel·les, paisatges, cal·ligrafia, segells, etc., es calcula que la seva prolífica producció arriba a milers d'obres. Mentre que el nou règim comunista insistia que l'art havia de ser realista i reflectir la lluita de classes, Qi Baishi va continuar pintant les seves obres com sempre. És possible que la seva amistat amb Mao i Zhou Enlai tingués a veure amb aquest fet. Se'l considera el darrer dels grans pintors xinesos tradicionals que va saber combinar el wen ren hua o estil de la pintura acadèmica i l'art popular.